# Санде (Ламегу)
Санде (порт. Sande) — район (фрегезия) в Португалии, входит в округ Визеу. Является составной частью муниципалитета Ламегу. По старому административному делению входил в провинцию Траз-уж-Монтиш и Алту-Дору. Входит в экономико-статистический субрегион Доуру, который входит в Северный регион. Население составляет 1134 человека на 2001 год. Занимает площадь 3,11 км².
Покровителем района считается Иаков Зеведеев (порт. São Tiago).